# Sandfjärden
Sandfjärden är en fjärd i Finland. Den ligger i landskapet Nyland, i den södra delen av landet, 40 km väster om huvudstaden Helsingfors.
Inlandsklimat råder i trakten. Årsmedeltemperaturen i trakten är 5 °C. Den varmaste månaden är augusti, då medeltemperaturen är 16 °C, och den kallaste är januari, med −6 °C.